# Mexicaans Open
Het Mexicaans Open is een open nationaal Mexicaans golfkampioenschap, waarvan de eerste editie plaatsvond in 1944. Lokaal wordt dit het Abierto Mexicano de Golf genoemd.
Het toernooi maakte van 2003 - 2006 deel uit van de Tour de las Americas en van 2004-2007 ook van de Europese Challenge Tour. In 2008 werd het toernooi ingedeeld bij de Nationwide Tour, en daardoor werd de speelmaand verplaatst van december naar januari. In 2008 werd het Mexicaans Open voor de 50ste keer gespeeld. Het werd vijf keer door een Mexicaanse speler gewonnen.
In verband met de Mexicaanse griep werd het toernooi in 2009 verplaatst naar september.
| Jaar                            | Baan                                                           | Winnaar                                                        | Score                                                          |                                                                |
| ------------------------------- | -------------------------------------------------------------- | -------------------------------------------------------------- | -------------------------------------------------------------- | -------------------------------------------------------------- |
| 1944                            | Chapultepec                                                    | Al Espinosa                                                    | 281                                                            |                                                                |
| 1945                            | Chapultepec                                                    | Al Espinosa                                                    | 290                                                            |                                                                |
| 1946                            | Chapultepec                                                    | Al Espinosa                                                    | 286                                                            |                                                                |
| 1947                            | Chapultepec                                                    | Al Espinosa                                                    | 292                                                            |                                                                |
| 1948                            | Geen toernooi                                                  | Geen toernooi                                                  | Geen toernooi                                                  |                                                                |
| 1949                            | Chapultepec                                                    | Tony Holguin                                                   | 200                                                            |                                                                |
| 1950                            | Chapultepec                                                    | Tony Holguin                                                   | 280                                                            |                                                                |
| 1951                            | Chapultepec                                                    | Roberto De Vicenzo                                             | 267                                                            |                                                                |
| 1952                            | Campestre de Mexicali                                          | Bobby Locke                                                    | 275                                                            |                                                                |
| 1953                            | Chapultepec                                                    | Roberto De Vicenzo                                             | 267                                                            |                                                                |
| 1954                            | México                                                         | Johnny Palmer                                                  | 286                                                            |                                                                |
| 1955                            | Chapultepec                                                    | Roberto De Vicenzo                                             | 271                                                            |                                                                |
| 1956                            | Chapultepec                                                    | Billy Maxwell                                                  | 264                                                            |                                                                |
| 1957                            | Chapultepec                                                    | Bob Rosburg                                                    | 272                                                            |                                                                |
| 1958                            | Chapultepec                                                    | Antonio Cerdá                                                  | 279                                                            |                                                                |
| 1959                            | Chapultepec                                                    | Ángel Miguel                                                   | 273                                                            |                                                                |
| 1960                            | Chapultepec                                                    | Howie Johnson                                                  | 273                                                            |                                                                |
| 1961                            | México                                                         | Tony Lema                                                      | 280                                                            |                                                                |
| 1962                            | La Hacienda                                                    | Tony Lema                                                      | 281                                                            |                                                                |
| 1963                            | La Hacienda                                                    | Al Balding                                                     | 279                                                            |                                                                |
| 1964                            | México                                                         | Art Wall                                                       | 276                                                            |                                                                |
| 1965                            | Bellavista                                                     | Homero Blancas                                                 | 284                                                            |                                                                |
| 1966                            | Monterrey                                                      | Bob McCallister                                                | 278                                                            |                                                                |
| 1967–69                         | Geen toernooi                                                  | Geen toernooi                                                  | Geen toernooi                                                  |                                                                |
| 1970                            | Bellavista                                                     | Ernesto Perez Acosta                                           | 280                                                            |                                                                |
| 1971                            | México                                                         | Ángel Gallardo                                                 | 275                                                            |                                                                |
| 1972                            | Geen toernooi                                                  | Geen toernooi                                                  | Geen toernooi                                                  |                                                                |
| 1973                            | Bellavista                                                     | Lee Trevino                                                    | 281                                                            |                                                                |
| 1974                            | Chapultepec                                                    | Ed Byman                                                       | 280                                                            |                                                                |
| 1975                            | La Hacienda                                                    | Lee Trevino                                                    | 275                                                            |                                                                |
| 1976                            | La Hacienda                                                    | Ernesto Perez Acosta                                           | 273                                                            |                                                                |
| 1977                            | Chiluca                                                        | Billy Casper                                                   | 286                                                            |                                                                |
| 1978–79                         | Geen toernooi                                                  | Geen toernooi                                                  | Geen toernooi                                                  |                                                                |
| 1980                            | Bellavista                                                     | David Graham                                                   | 279                                                            |                                                                |
| 1981                            | Chapultepec                                                    | Ben Crenshaw                                                   | 281                                                            |                                                                |
| 1982                            | Geen toernooi                                                  | Geen toernooi                                                  | Geen toernooi                                                  |                                                                |
| 1983                            | Tijuana                                                        | Tommy Armour III                                               | 280                                                            |                                                                |
| 1984                            | Tijuana                                                        | Danny Mijovic                                                  | 278                                                            |                                                                |
| 1985–89                         | Geen toernooi                                                  | Geen toernooi                                                  | Geen toernooi                                                  |                                                                |
| 1990                            | La Hacienda                                                    | Bob Lohr                                                       | 269                                                            |                                                                |
| 1991                            | Chapultepec                                                    | Jay Haas                                                       | 277                                                            |                                                                |
| 1992                            | La Hacienda                                                    | Tom Sieckmann                                                  | 268                                                            |                                                                |
| 1993                            | La Hacienda                                                    | Fred Funk                                                      | 268                                                            |                                                                |
| 1994                            | México                                                         | Chris Perry                                                    | 274                                                            |                                                                |
| 1995                            | México                                                         | John Cook                                                      | 273                                                            |                                                                |
| 1996                            | México                                                         | Stewart Cink                                                   | 272                                                            |                                                                |
| 1997                            | México                                                         | Frank Nobilo                                                   | 273                                                            |                                                                |
| 1998                            | México                                                         | Eduardo Romero                                                 | 269                                                            |                                                                |
| 1999                            | México                                                         | Stewart Cink                                                   | 271                                                            |                                                                |
| 2000                            | México                                                         | Esteban Toledo                                                 | 271                                                            |                                                                |
| 2001                            | Geen toernooi                                                  | Geen toernooi                                                  | Geen toernooi                                                  |                                                                |
| 2002                            | La Hacienda                                                    | Pablo Fernandez                                                | 273                                                            |                                                                |
| 2003                            | Moon Palace Resort                                             | Eduardo Herrera                                                | 278                                                            |                                                                |
| 2004                            | La Hacienda                                                    | Rafael Gómez                                                   | 270                                                            |                                                                |
| Abierto Mexicano Corona         |                                                                |                                                                |                                                                |                                                                |
| 2005                            | La Hacienda                                                    | Antonio Maldonado                                              | 275                                                            |                                                                |
| 2006                            | La Hacienda                                                    | Fabrizio Zanotti                                               | 275                                                            |                                                                |
| 2007                            | Geen toernooi: speelmaand verplaatst van december naar januari | Geen toernooi: speelmaand verplaatst van december naar januari | Geen toernooi: speelmaand verplaatst van december naar januari | Geen toernooi: speelmaand verplaatst van december naar januari |
| Mexico Open presented by Corona |                                                                |                                                                |                                                                |                                                                |
| 2008                            | Tres Marias Golf Club                                          | Jarrod Lyle                                                    | 267                                                            |                                                                |
| 2009                            | El Bosque Golf Club                                            | Troy Merritt                                                   | 273                                                            |                                                                |